# Betty J. Sullivan
Betty Julia Sullivan (* 31. Mai 1902 in Minneapolis; † 25. Dezember 1999 ebenda) war eine US-amerikanische Biochemikerin.

## Leben
Betty J. Sullivan wurde 1902 in Minneapolis geboren und studierte hier an der University of Minnesota Chemie. 1922 machte sie ihren Abschluss als Bachelor of Science und begann im Anschluss für die Russell-Miller Milling Company zu arbeiten, wo sie 1927 leitende Chemikerin wurde. Im akademischen Jahr 1924/25 weilte sie zu Studien an der Universität von Paris und studierte daraufhin neben ihrer beruflichen Tätigkeit Biochemie an der University of Minnesota, wo sie 1935 unter Clyde Harold Bailey (1887–1968) mit einer Arbeit über die Lipide des Weizen-Keimlings promovierte. 1947 wurde sie Direktorin der Forschungsabteilung der Russell-Miller Milling Company in Minneapolis. Nach der Übernahme durch die Peavey Company (heute Bestandteil von Gavilon) wurde sie 1967 Vizepräsidentin der Peavey Co. Flour Mills und Mitte der 1970er Jahre Präsidentin.
Ihre Forschungen konzentrierten sich auf die biochemischen Aspekte der Verwendung und Verarbeitung von Weizen, vom Samen über das gewonnene Mehl und das enthaltene Gluten bis hin zu den Prozessen beim Backen. Sie veröffentlichte circa 40 wissenschaftliche Arbeiten und patentierte ein Verfahren zur Gluten-Anreicherung von Mehl. 1948 wurde ihr die Thomas Burr Osborne Medal von der American Association of Cereal Chemists verliehen und 1954 erhielt sie die Garvan-Olin-Medaille der American Chemical Society.